# Prolimacodes
Prolimacodes is een geslacht van vlinders van de familie slakrupsvlinders (Limacodidae).

## Soorten
- P. badia Hübner, 1835
- P. dividua Dyar, 1907
- P. lilalia Dyar, 1937
- P. polygona Hering & Hopp, 1927
- P. triangulifera Schaus, 1896
- P. trigona (Edwards, 1882)